# Carved Up
Carved Up è il primo singolo del gruppo melodic death metal svedese Hypocrisy, pubblicato nel 1996 da Nuclear Blast. È stato pubblicato solo in formato 7".

## Tracce
1. Carved Up – 3:31
2. Beginning of the End – 2:54

## Formazione
- Peter Tägtgren - voce, chitarra, tastiere
- Mikael Hedlund - basso
- Lars Szöke - batteria